# International Towers

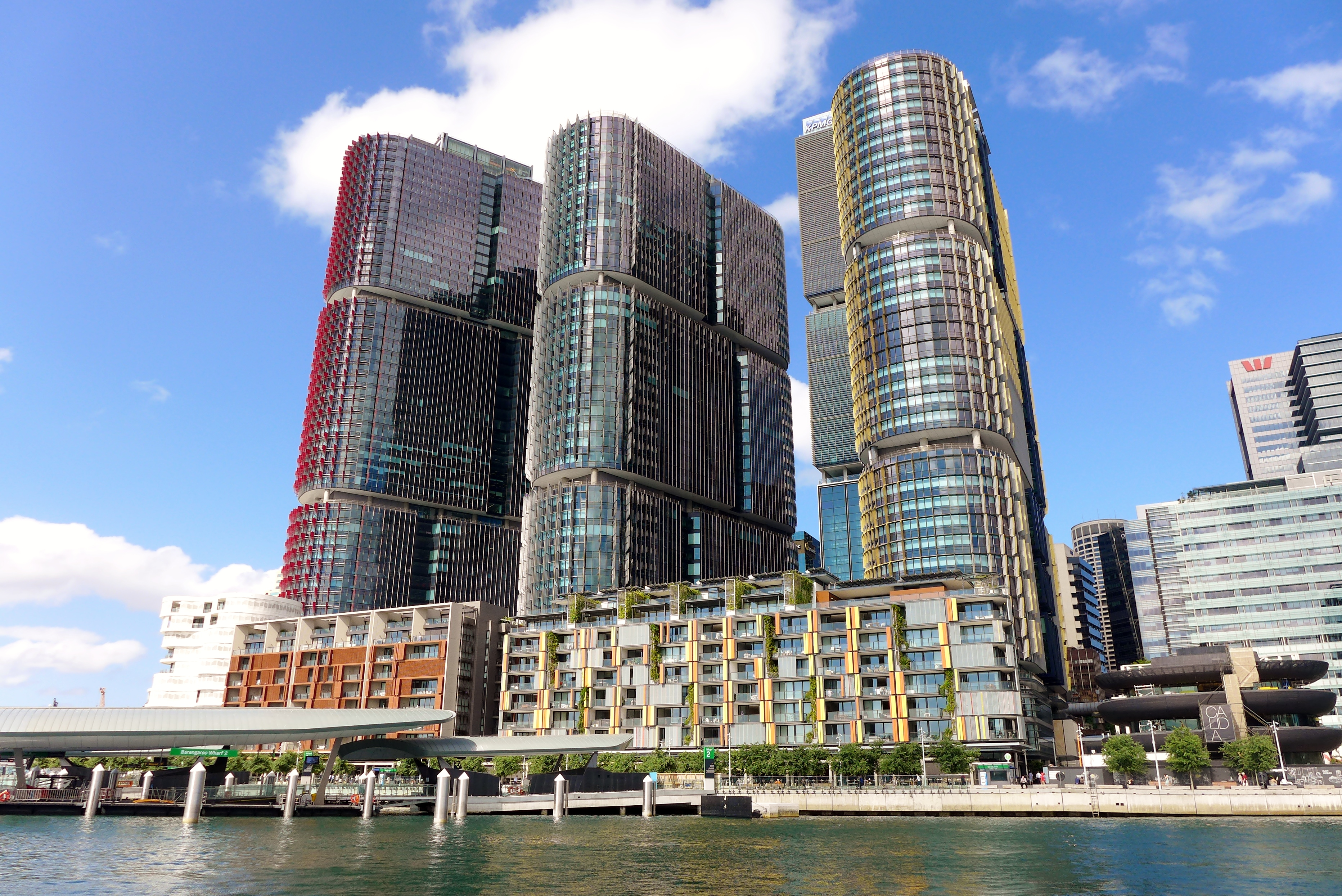
Ansicht aus Sicht des Darling Harbours

Die International Towers sind ein Wolkenkratzerkomplex in Sydney. Die Gebäude wurden 2016 eröffnet, der Bau begann 2013.

## Geschichte und Hintergrund
Der Gebäudekomplex wurde im Rahmen einer umfassenden Stadtsanierung des Stadtteils Barangaroo erbaut und ist Teil des Kernstücks der Gewerbe-, Wohn-, Einzelhandels- und Freizeitentwicklung in Barangaroo South. Er wurde vom Architekturbüro Rogers Stirk Harbour + Partners entworfen und besteht aus drei Hauptbürotürmen, die unterschiedlich hoch sind. Turm 1 ist mit 217 Metern Höhe der Größte, es folgen Turm 2 mit 178 Metern und Turm 3 mit 168 Metern Höhe.
Die Bauarbeiten an den Türmen begannen 2013 und wurden Mitte 2016 abgeschlossen. Als Ankermieter wurde die jeweiligen australischen Netzwerkgesellschaften von PricewaterhouseCoopers International bzw. Marsh & McLennan Companies sowie HSBC gewonnen, der PwC-Wettbewerber KPMG kam später hinzu. Daneben nutzen diverse kleinere Unternehmungen das Gebäude als Mieter, zudem hat sich ein Zentrum zur medizinischen und zahnmedizinisches Betreuung für den Stadtteil entwickelt.